# Chinatown (Rotterdam)

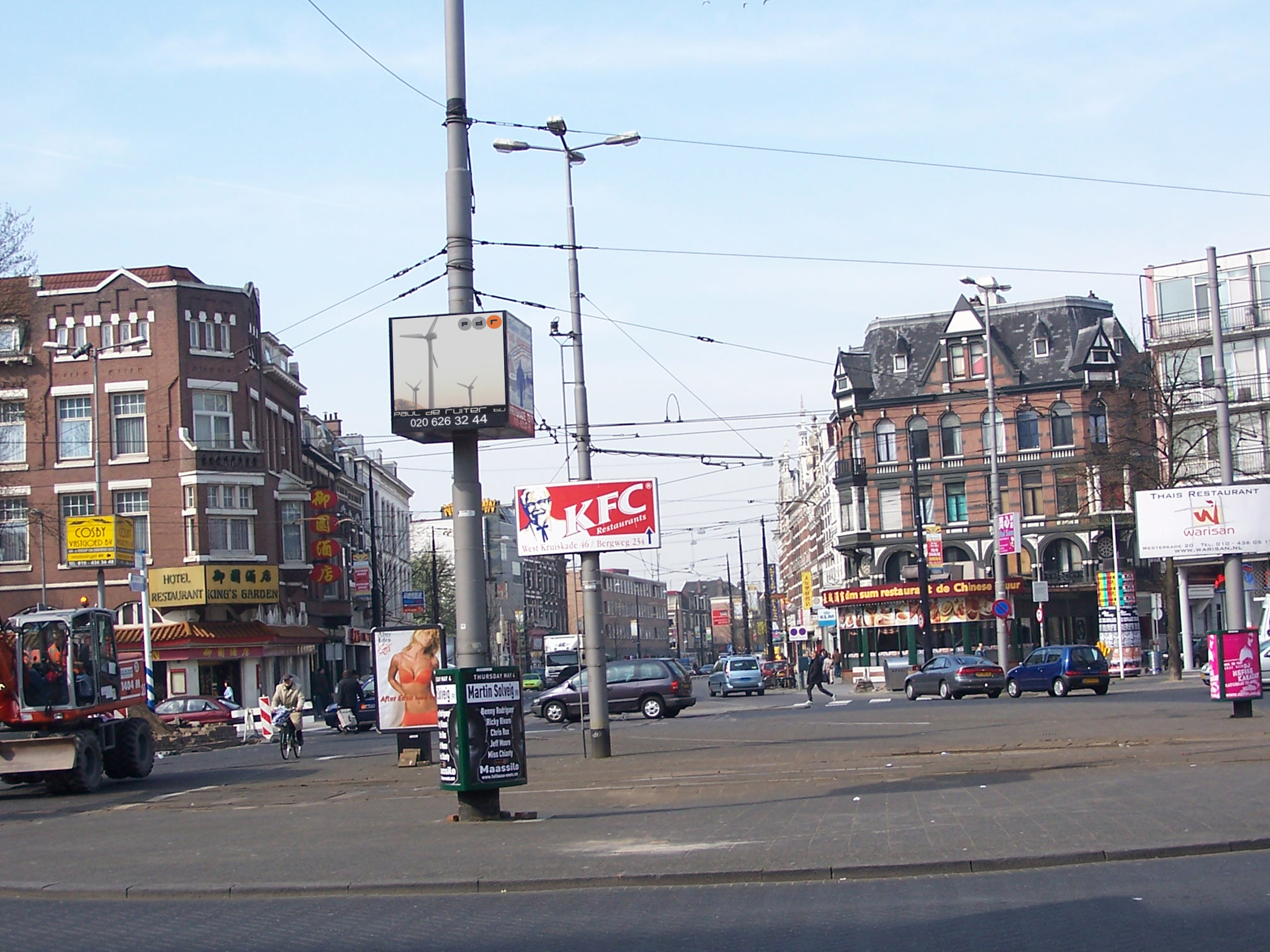
Kruiskade

Chinatown is een Chinese buurt in de Nederlandse stad Rotterdam. In de wijk wonen niet alleen Chinezen, maar ook veel Nederlanders, Antillianen, Surinamers en Afrikanen. Tegenwoordig verstaat men onder de Rotterdamse Chinatown vooral de Kruiskade en omgeving; tot in de jaren tachtig werd er echter een deel van Katendrecht mee bedoeld. De meeste Chinezen hebben deze wijk intussen verlaten.
De huidige Rotterdamse Chinatown bestaat uit:
- Kruisplein
- Schouwburgplein
- West-Kruiskade
- Diergaardesingel
- Mauritsweg
- Westersingel

- Library of Congress Control Number: n2014024120
- Virtual International Authority File: 308231481